# Hans Ruch
Hans Ruch (* 8. September 1898; † 8. August 1947) war ein deutscher Fußballspieler.

## Karriere
Der Stürmer, auch als wendiger Rechtsaußen beschrieben, spielte zunächst für Union 92 Berlin und wechselte 1925 zusammen mit Hanne Sobek, Karl Tewes und Willi Kirseizu Hertha BSC, mittlerweile ein erstklassiger Verein.
1926 kam Ruch zum Einsatz im Endspiel um die Deutsche Meisterschaft. Obwohl er das Führungstor gegen die SpVgg Fürth schoss, verlor Hertha mit 1:4. Auch im Jahr darauf reichte es wieder nur zur Vizemeisterschaft, gegen den 1. FC Nürnberg unterlag man mit 0:2. Die Endspielniederlagen von Hertha BSC gingen in den folgenden Jahren weiter. 1928 hatte das Team gegen den Hamburger SV bei der 2:5-Niederlage keine Chance; 1929 hieß der Gegner wieder SpVgg Fürth, der man diesmal mit 2:3 unterlag. Erst 1930 konnte Hertha die Meisterschaft bejubeln. Bei 40 Grad im Schatten lieferten sich Holstein Kiel und Hertha BSC eine regelrechte Hitzeschlacht. Nach einem 3:3 zur Halbzeit kam Hans Ruch in der 87. Minute freistehend vor dem Kieler Tor an den Ball und ließ Torwart Alfred Kramer keine Chance und schoss das 5:4 für Hertha. 1931 holten die Berliner den nächsten Titel. 1860 München wurde im Endspiel mit 3:2 bezwungen.
Die Karriere von Hans Ruch endete 1935 nach einem doppelten Schienbeinbruch. Zwölf Jahre später starb der gelernte Elektriker an einer tückischen Krankheit.
Ruch absolvierte insgesamt 3 Länderspiele, gegen Schweden und Finnland (beide 1925) und Schottland (1929), in denen er 2 Tore erzielte.